# 子营街道
子营街道，是中华人民共和国贵州省遵义市余庆县下辖的一个街道办事处。
2015年7月14日，贵州省人民政府批复同意余庆县部分乡镇行政区划调整，新设置的子营街道辖原白泥镇子营社区、梓桐社区、上里村，街道办事处驻子营社区。

## 行政区划
子营街道下辖以下地区：
子营社区、梓桐社区和上里社区。